# Ретроверсия матки
Ретроверсия матки (ретрофлексия, загиб матки назад) — патология, заключающаяся в нестандартном расположении, отклонении матки. Основной причиной загиба матки является наследственный фактор, однако спровоцировать загиб могут также нарушения целостности связок матки, слабость мышц тазового дна, некоторые воспалительные заболевания органов малого таза, опухоли, эндометриоз. В большинстве случаев ретроверсия матки протекает бессимптомно и диагностируется лишь при обращении к доктору по вопросу бесплодия. Загиб матки может вызывать боли внизу живота во время менструаций или мажущие выделения за несколько дней до неё. Чтобы диагностировать данную патологию, достаточно ультразвукового исследования малого таза. Основными методами лечения ретроверсии матки являются физиотерапия, гинекологический массаж, лечебная гимнастика; хирургическое вмешательство адекватно лишь в самых крайних случаях.
Различают следующие виды загиба матки:
- антероверсия — кпереди;
- ретроверсия — кзади;
- декстроверсия — боковой загиб направо;
- синистроверсия — боковой загиб налево.

- Нормальное положение матки при пустом мочевом пузыре
- Положение матки при полном мочевом пузыре
- Ретропозиция матки
- Антероверсия матки
- Ретропозиция и ретроверсия матки
- Положение матки после вентросуспензии
- Фикисрованная спайками ретропозиция и ретроверсия
- Опущение матки, частичное выпадение и выворот влагалища